# 러시아의 범죄

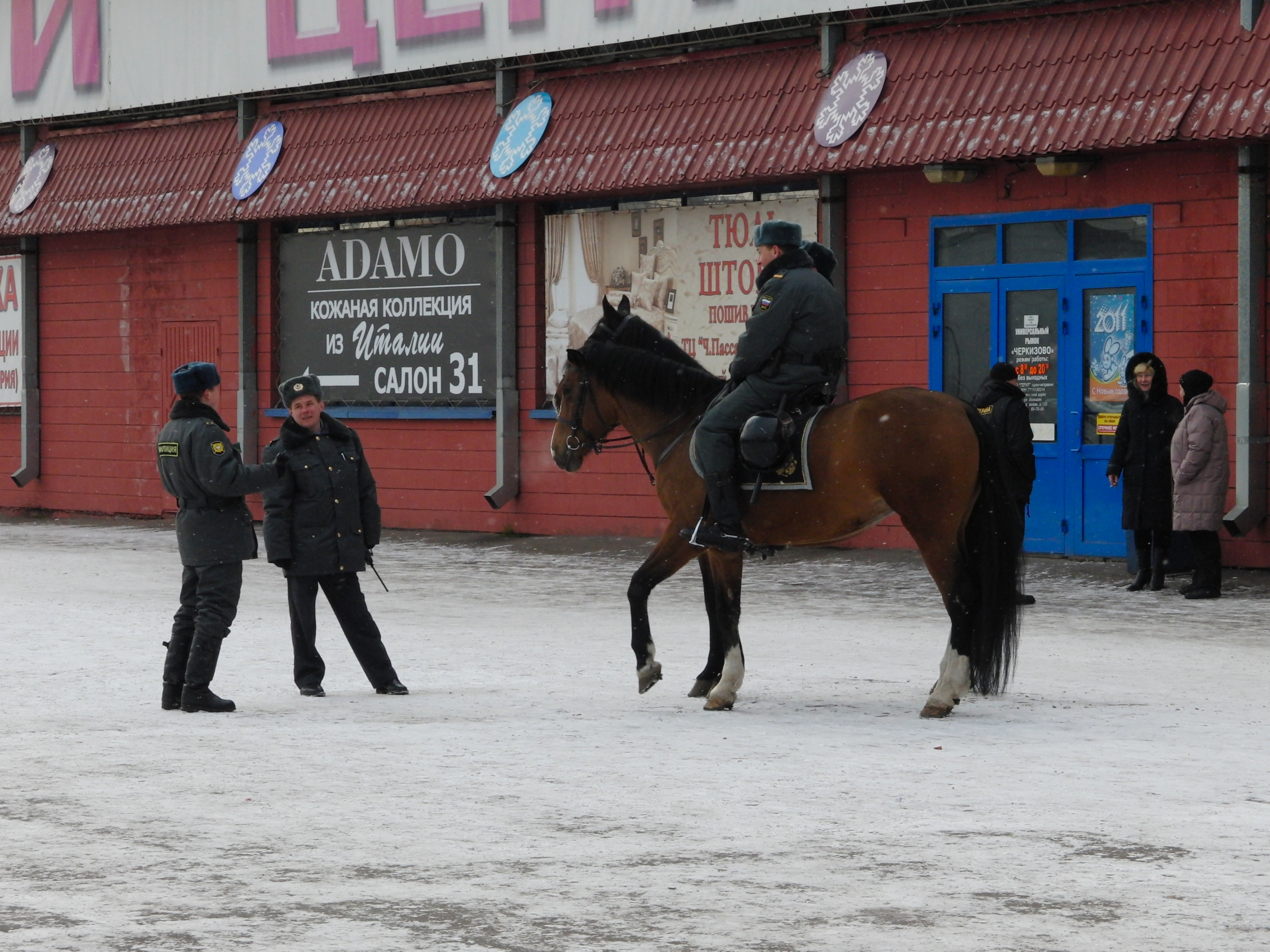
러시아 경찰이 모스크바 체르키좁스카야역 거리에서

러시아의 범죄는 조직범죄, 광범위한 정치 및 경찰 부패, 러시아에서 발생하는 모든 범죄 활동의 다양한 문제를 다룬다. 시베리아의 강력 범죄는 서부 러시아보다 훨씬 더 뚜렷하다.

## 유형별 범죄

### 살인
러시아 연방 통계청(Rosstat)에 따르면 2020년 러시아의 살인율은 인구 10만 명당 4.7명이었다. 유엔 마약 범죄 사무소(UNODC)에 따르면 2020년 살인율은 7.3명으로 2016년의 10.9명에 비해 지난 20년간 크게 감소했으며(2000년 살인율은 28.1명), 미국(6.3명)보다 약간 높은 수준이었다. 2017년 모스크바는 10여 년 만에 최저 범죄율을 기록했다.
20세기 초, 러시아의 살인율은 인구 10만 명당 거의 10명으로 더 높았다. 1950년대 후반과 1960년대 초반에는 살인율이 안정적으로 유지되었으며 미국보다 낮았다. 1960년대 중반과 1970년대에 살인율이 상승하여 1980년에 정점에 달한 후 1985년까지 서서히 감소했으며, 1986년에서 1987년에는 급격히 하락했다.
1980년대 후반까지 러시아의 살인율은 미국과 거의 비슷했다. 러시아의 살인율 증가는 1990년보다 약간 일찍 시작되었으며, 1990년대 내내 증가했다. 살인은 1991년 발트 3국보다 러시아에서 더 흔했으며 1994년에서 1995년에는 그 빈도가 거의 두 배가 되었다. 2003년 러시아의 살인율은 세계에서 가장 높은 수준 중 하나였다. 그러나 2017년까지 러시아의 살인율은 75% 감소했다.
1980년대 초반에는 "살인 및 강력 범죄의 3분의 2가 술에 취한 사람에 의해 저질러졌다"고 추정된다. 1995년에는 살인으로 체포된 사람의 약 4분의 3이 술에 취한 상태였다. 러시아 보건부 장관에 따르면 2013년부터 2018년까지 알코올 소비량이 80% 감소했다.

#### 통계
다음은 1990년부터 2018년까지 러시아의 살인율 비교이다.
| 연도 | 총 살인 | 살인율 | 살인율 |
| ---- | ------- | ------ | ------ |
| 1990 | 21,145  | 14.29  | 14.29  |
| 1991 | 22,621  | 15.24  | 15.24  |
| 1992 | 33,912  | 22.83  | 22.83  |
| 1993 | 45,060  | 30.35  | 30.35  |
| 1994 | 47,870  | 32.26  | 32.26  |
| 1995 | 45,257  | 30.50  | 30.5   |
| 1996 | 39,083  | 26.38  | 26.38  |
| 1997 | 34,995  | 23.66  | 23.66  |
| 1998 | 33,553  | 22.72  | 22.72  |
| 1999 | 38,225  | 25.97  | 25.97  |
| 2000 | 41,090  | 28.03  | 28.03  |
| 2001 | 42,921  | 29.40  | 29.4   |
| 2002 | 44,252  | 30.45  | 30.45  |
| 2003 | 41,764  | 28.87  | 28.87  |
| 2004 | 39,256  | 27.25  | 27.25  |
| 2005 | 35,636  | 24.83  | 24.83  |
| 2006 | 28,513  | 19.93  | 19.93  |
| 2007 | 24,885  | 17.43  | 17.43  |
| 2008 | 23,427  | 16.41  | 16.41  |
| 2009 | 21,121  | 14.79  | 14.79  |
| 2010 | 18,660  | 13.06  | 13.06  |
| 2011 | 16,406  | 11.48  | 11.48  |
| 2012 | 14,945  | 10.44  | 10.44  |
| 2013 | 13,912  | 9.69   | 9.69   |
| 2014 | 12,561  | 8.60   | 8.6    |
| 2015 | 11,679  | 7.98   | 7.98   |
| 2016 | 10,331  | 7.04   | 7.04   |
| 2017 | 8,844   | 6.02   | 6.02   |
| 2018 | 7,609   | 5.18   | 5.18   |
| 2019 | 7,212   | 4.9    |        |

러시아의 살인 피해율 연령 분포는 미국과 다르다. 2001년 러시아의 살인 피해자 중 32%는 35세 미만이었고, 30%는 50세 이상이었다. 러시아 전역의 살인율은 큰 차이를 보인다. 유럽 러시아에 비해 시베리아와 러시아 극동의 살인율이 상대적으로 높다.

### 마약 밀매
마약 밀매 및 불법 마약 사용은 러시아의 심각한 문제이다. 소련의 붕괴, 아프가니스탄 내전, 타지키스탄 내전, 북캅카스의 분쟁은 불법 마약 거래의 발전에 유리한 조건을 조성했다. 1990년대 초, 이 나라의 젊은 인구 사이에서 코카인 사용이 증가하는 것으로 나타났다.
1990년대 중반, 러시아에 나타난 마약 남용 증가는 출입국관리의 부족으로 인해 발생했으며, 이 나라는 세계 주요 마약 밀매 통로 중 하나가 되었다. 1993년 상트페테르부르크에서 코카인 선적이 압수됨으로써 남아메리카의 코카인 생산자들이 러시아 시장에 진출했다는 것이 입증되었다. 1996년 현재 러시아에서는 마약 물질의 국내 생산 또한 증가하고 있었다.
제한된 양의 불법 대마초가 국내에서 재배된다. 아편 양귀비와 마리화나는 남부 연방관구에서 불법적으로 재배된다. 러시아는 모로코와 함께 주요 마약 생산국 중 하나이며, 지중해 지역에서 이란, 튀르키예, 이탈리아, 스페인과 함께 5대 주요 마약 밀매 진입 지점 중 하나이다. 마약 밀매는 또한 중앙아시아와 파키스탄, 아프가니스탄, 이란을 포함하는 황금의 초승달 지대로부터의 아편, 헤로인, 마리화나 공급을 포함한다.
러시아 마약 조직들은 코사 노스트라 및 콜롬비아 마약 밀매업자들과 협력하여 코카인을 수입 및 유통한다. 많은 현지 러시아 유통업자들은 중앙아시아, 캅카스, 우크라이나의 범죄 조직과 연결되어 있다. 국립 모스크바 국제 관계 대학교에 따르면, 타지키스탄에서 투르크메니스탄을 경유하여 로스토프나도누로, 그리고 거기서 서유럽으로 이어지는 정기적인 밀매 경로가 존재한다. 다음은 러시아 연방을 통과하는 일부 마약 밀매 경로이다.
| 마약명    | 출발국                                                                                       | 목적국                                             |
| --------- | -------------------------------------------------------------------------------------------- | -------------------------------------------------- |
| 양귀비 짚 | 벨라루스, 리투아니아, 몰도바, 우크라이나                                                     | 에스토니아, 폴란드                                 |
| 아편      | 아프가니스탄, 아제르바이잔, 키르기스스탄, 파키스탄, 타지키스탄, 투르크메니스탄, 우즈베키스탄 | 캐나다, 유럽, 일본, 미국                           |
| 헤로인    | 아프가니스탄, 아제르바이잔, 키르기스스탄, 파키스탄, 타지키스탄, 투르크메니스탄, 우즈베키스탄 | 오스트레일리아, 캐나다, 유럽, 이스라엘, 일본, 미국 |
| 대마초    | 아프가니스탄, 아제르바이잔, 카자흐스탄, 키르기스스탄, 투르크메니스탄, 우즈베키스탄           | 캐나다, 중화인민공화국, 유럽, 일본, 대한민국, 미국 |
| 코카인    | 볼리비아, 브라질, 콜롬비아, 유럽, 베네수엘라, 미국                                           | 유럽, 가나, 오만, 남아프리카 공화국, 잠비아        |

1993년에서 1995년 사이에 압수된 마약 물질의 연간 양은 35톤에서 90톤으로 증가했다. 현재 러시아에서는 약 5백만 명이 불법 마약을 사용한다. 러시아는 이란, 에스토니아와 함께 가장 심각한 헤로인 문제를 겪고 있다.
정부는 마약 밀매를 퇴치하기 위해 여러 조치를 취했다. 러시아는 마약 및 향정신성물질의 불법거래방지에 관한 국제연합협약의 당사국이다. 1994년 보리스 옐친이 러시아 대통령으로 재임할 당시, 마약 정책 조정을 위한 위원회가 설립되었다. 1995년에는 마약 치료 시설 설립, 마약 남용의 형사 처벌, 마약 밀매 형량 연장, 의약품 감시 절차 수립을 위한 3개년 마약 대책 프로그램이 승인되었다.
1997년 두 차례의 주요 마약 단속 작전에서 50톤의 마약 물질이 압수되었고, 마약 밀매에 관여한 약 1,400개의 범죄 조직이 해체되거나 파괴되었다. 2003년 3월, 블라디미르 푸틴 러시아 대통령은 마약 밀매를 보다 조직적으로 퇴치하기 위해 불법 마약 및 향정신성 물질 통제 국가위원회를 설립했다.

### 인신매매
러시아는 다양한 목적으로 인신매매되는 남성, 여성, 아동의 공급, 경유, 목적 국가이다. 인신매매는 다차원적이며 상업적 성 착취와 노동 착취를 모두 포함한다. 러시아는 50개국 이상으로 인신매매되는 여성들의 중요한 원천이다. 국내 인신매매도 문제인데, 여성들이 상업적 성 착취를 위해 농촌 지역에서 도시 지역으로 인신매매된다. 남성들은 건설 및 농업 산업에서 강제 노동을 위해 국내 및 중앙아시아에서 인신매매된다. 부채 속박은 인신매매 피해자들 사이에서 흔하다.

### 무기 밀매
무기 밀매는 소련 해체 이후 러시아 연방에서 심각한 문제가 되었다. 구 동구권 국가들(러시아 포함)은 전 세계에 유통되는 불법 무기의 대부분의 원천이다. 불법 무기 소유는 특히 체첸 공화국과 다게스탄 공화국과 같은 반란 지역에서 전국 여러 지역의 문제이다.
1990년대 상반기에 정부 통제의 전반적인 약화와 국가 권력의 분산으로 인해 여러 군부대와 무기고에서 소형 무기가 민간인과 지역 비공식 무장 단체의 손에 들어갔다. 러시아의 총기 밀매는 러시아 연방군의 부패와 군사 장비의 불법 판매에서 비롯되었다. 러시아 국방부의 일부와 군수산업이 체첸 분리주의자들과 무기 밀매에 관여했다고 제안되었다.
러시아군은 특히 전쟁 지역에서 무기 밀매에 중요한 역할을 한다. 서비스 인원의 낮은 급여와 무기 보관에 대한 통제 부족으로 인해 군대가 불법 무기 거래에 관여하게 되었다. 아나톨리 크바시닌 러시아군 총참모장은 2003년에 증가하는 부패로 인해 러시아군이 "위기 이후 상태"에 놓여 있다고 공개적으로 밝혔다.
러시아와 조지아 간에는 체첸 분리주의자들에게 불법 무기 판매에 대한 비난과 반박이 있었다. 러시아는 체첸 분리주의자들이 조지아와 아제르바이잔을 통해 체첸으로 가는 불법 네트워크를 통해 무기를 받았다고 주장했다. 반면, 조지아는 러시아 군사 기지의 부패, 열악한 보안 인프라, 러시아 군대의 낮은 전문성을 불법 무기 확산의 원인으로 지목하며 러시아를 비난했다.
불법 소유 총기의 종류는 전국적으로 다양하다. 시베리아에서는 미등록 수렵용 소총이 주로 발견되는 불법 무기인 반면, 체첸에서는 불법적으로 소지된 군용 무기가 지배적이다. 소형 무기는 주요 소형 무기 제조 중심지인 툴라주와 이젭스크에서 불법적으로 확산된다. 2003년에는 약 30만에서 150만 개의 불법 무기가 러시아 내에서 유통되는 것으로 추정되었다.
러시아 연방 대법원 통계에 따르면 2001년 총기 밀매로 체포된 사람은 2000년보다 1.5배 많았고, 총 26,113명이 체포되었으며 65,000건의 범죄가 불법 무기를 사용하여 저질러졌다. 2000년에는 압수된 미등록 총기 수가 30만 정으로 1999년 대비 37% 증가했다. 많은 러시아 범죄 조직은 러시아 내에서의 무기 밀매 외에도 체첸 공화국의 분리주의 단체에 무기를 공급한다.
그러나 무기 밀매를 퇴치하기 위한 여러 시도가 이루어졌다. 국내 소형 무기 제조업체들은 보안 시스템을 강화했다. 원래 1950년대에 핵 시설의 비밀 유지를 감독하기 위해 설립된 특별 검사 사무소들은 방위 산업체의 보안과 공장에서 소형 무기 절도를 억제하는 책임을 맡게 되었다. 러시아 연방정부는 군사 기지의 무기 보관 시설 보안을 강화하는 프로그램을 추진했다.

### 밀렵
밀렵은 소련에서는 극히 드물었으나, 최근에 이 나라에서 심각한 문제가 되었다. 러시아에서 밀렵의 주요 원인은 소련의 붕괴 이후 사회 및 정치적 변화의 결과이다. 국영 농장이 이전 시스템의 붕괴로 인해 기능을 멈추면서 높은 실업률이 발생했다. 실업, 빈곤, 인플레이션, 식량 부족, 외화 수요가 이 나라의 야생동물에 큰 영향을 미치고 있다.
1992년에서 1996년 사이에 러시아의 법 집행 기관은 주로 마약 밀매, 무기 밀매, 돈세탁 및 제1차 체첸 전쟁에 중점을 두었다. 밀렵 및 불법 목재 밀수는 일반적으로 국가 안보 문제로 취급되지 않았다. 페레스트로이카 이후 전환기 동안, 환경 및 야생동물 보호 정부 기관은 심각한 예산 삭감을 겪었고 이로 인해 프리모르스키 변경주와 같은 곳의 야생동물 관리인들이 해고되거나 급여가 삭감되었으며, 밀렵꾼과 싸울 관리인들의 자원이 줄어들었다. 이 나라에서 밀렵되는 동물은 곰, 사향노루속, 호랑이 등이다. 연간 약 5만 건의 밀렵 사례가 등록된다. 러시아의 호랑이 전문가와 단속 공무원에 따르면, 러시아 호랑이 밀렵의 특징은 다음과 같다.
- 호랑이 밀렵은 두 가지 유형의 밀렵꾼에 의해 수행된다. 조직적인 밀렵단과 기회주의적인 밀렵꾼이다.[43]

- 호랑이의 먹이(즉, 야생 돼지와 사슴) 밀렵은 지역 주민의 소비를 위해 발생한다.[43]
- 밀렵꾼들은 일반적으로 호랑이 부분을 블라디보스토크, 하바롭스크, 우수리스크, 나홋카, 플라스툰과 같은 도시에서 활동하는 중간상에게 판매한다.[43]
- 호랑이 부분을 사고파는 중간상들은 일반적으로 러시아인, 고려인 또는 중국인이다.[43]
- 대부분의 호랑이 부분은 중화인민공화국, 대한민국 및 일본으로 밀수된다.[43]

1990년대 상반기 밀렵의 급격한 증가는 시베리아호랑이 개체 수의 급격한 감소를 초래했다고 여겨진다. 추정치에 따르면, 1996년 러시아 극동에는 330~371마리의 성체 시베리아호랑이가 있었고, 1980년대 말에는 600마리였다. 공산주의 통치 기간 동안 국경은 폐쇄되었고 호랑이 제품에 대한 아시아의 수요에 접근하는 것은 거의 불가능했다. 이로 인해 1972년부터 1992년까지 밀렵은 보고되지 않았다.
소련의 붕괴는 국경 통제와 총기 규제를 완화시켰고, 높은 인플레이션으로 파괴된 경제 속에서 마을 주민들이 수입을 벌어야 하는 긴급한 필요성을 야기했다. 거의 즉시 호랑이는 중의학을 위한 호랑이 부품에 대한 엄청난 수요가 있던 시기에 수익성 있는 현금 작물과 유사해졌다. 현장 조사, 피부 압수 및 무선 추적된 동물로부터 얻은 데이터는 호랑이 사망의 58%~73%가 밀렵과 관련이 있음을 나타냈다. 호랑이 밀렵은 1990년대 초반에 정점에 달한 것으로 보인다.
이 나라에서 마르크스-레닌주의 정부의 붕괴는 일반 러시아인들이 가족을 부양하는 경제적 능력에 상당한 영향을 미쳤다. 러시아의 곰 개체 수가 많고 곰 부위, 특히 담즙에 대한 수요가 증가함에 따라, 곰 밀렵은 점점 더 인기를 얻게 되었다. 곰 부위의 주요 무역 상대국은 주로 대한민국과 중화인민공화국과 같은 인근 아시아 국가들이다. 눈표범 밀렵 또한 러시아와 아프가니스탄, 인도, 카자흐스탄, 키르기스스탄, 몽골, 네팔, 파키스탄, 중화인민공화국, 타지키스탄, 우즈베키스탄에서 심각한 문제이다. 영양의 상황은 소련 체제 붕괴 이후 크게 악화되었다. 사이가산양 밀렵이 증가하여 이 나라의 사이가산양 개체수가 감소했다.
그러나 동물 상업 밀렵을 막기 위한 여러 시도가 있었다. 러시아 극동에서 시베리아호랑이 밀렵을 줄이기 위해 시작된 암바 작전은 1990년대 중반 아무르호랑이를 멸종 위기에서 구한 공로를 인정받았다.
러시아 국경수비대 태평양 지역국 부사령관인 비탈리 이바노비치 가모프 소장은 2002년 자택에서 뇌물을 거부하고 밀렵꾼들이 자원(밀렵물)을 일본으로 아웃소싱하는 것을 허용하지 않아 살해당했다.
2009년 1월, 러시아 대통령의 두마 전권대사가 다른 6명의 공무원과 함께 헬리콥터 추락 사고(법적으로 보호되는 아르갈리 산양 밀렵)로 사망한 후 전체 조사가 대중에게 숨겨지면서 알타이가이트 스캔들이 발생했다.

### 부패
러시아의 형법에서 "부패"는 특정 범죄로 정의되지 않고 뇌물수수, 직권남용 등을 포함하는 집합적인 용어이다. 러시아에서 부패가 만연하다는 것은 국내외에서 인정되고 있다. 부패는 종종 이 나라의 경제 문제의 주요 요인으로 간주된다. 1997년 이코노미스트 인텔리전스 유닛이 실시한 설문조사에 따르면, 독립국가연합은 세계에서 가장 부패한 지역이었고, 러시아(조사된 다른 4개 CIS 국가와 함께)는 공무원의 부패에 대해 최고 등급을 받았다.
2007년 부패 인식 지수에서 러시아는 179개국 중 143위를 기록했다(가장 부패하지 않은 국가는 목록 상단에 위치). 0점에서 10점까지(0점은 가장 부패, 10점은 가장 투명) 국제 투명성 기구는 러시아에 2.3점을 주었다. 러시아의 부패는 종종 두 가지 광범위한 범주로 나뉜다. 낮은 직급의 공무원이 뇌물을 받는 "경미한" 부패와 정치 및 재계 엘리트가 관련된 "고위급" 부패이다. 다음은 1997년부터 2003년까지 러시아의 부패에 대한 선정된 공식 자료이다.
| 연도                            | 1997  | 1998  | 1999  | 2000  | 2001   | 2002   | 2003   |
| ------------------------------- | ----- | ----- | ----- | ----- | ------ | ------ | ------ |
| 횡령 (prisvoenie 또는 rastrata) | -     | -     | -     | -     | 46,848 | 43,859 | 44,706 |
| 뇌물수수 (vzyatochnichestvo)    | 5,068 | 5,805 | 6,823 | 7,047 | 7,909  | 7,311  | 7,346  |

경찰력 내의 부패는 이 나라에서 심각한 문제이다. 블라디미르 바실례프 내무부 제1차관은 2001년에 1,700명의 경찰관이 뇌물수수 또는 직권남용으로 유죄 판결을 받았으며 부패 문제가 통제되고 있다고 주장했다. 그러나 대부분의 관찰자들에 따르면, 실제로는 경찰 부패 수준이 훨씬 높고, 국가 공무원들은 부패 문제를 축소하려 한다.
정치 분석가 안드레이 피온트콥스키는 2000년대 초에 쓴 기사에서 당시 러시아의 정치 시스템이 "도적 자본주의의 최고 단계"라고 말했다. 그는 "러시아는 부패하지 않았다. 부패는 사업가들이 공무원들에게 특혜를 대가로 많은 뇌물을 제공할 때 모든 국가에서 발생하는 일이다. 오늘날의 러시아는 독특하다. 사업가, 정치인, 관료가 모두 같은 사람이다. 그들은 국가의 부를 민영화하고 재정 흐름을 통제했다."고 믿는다.
이러한 견해는 전 CIA 국장 제임스 울시도 공유했는데, 그는 1999년 의회 성명에서 다음과 같이 말했다. "저는 몇 년 전부터, 제 재임 기간부터 특히 러시아 조직범죄, 러시아 정보 및 법 집행 기관, 러시아 사업의 상호 침투에 대해 우려해 왔습니다. 저는 이 점을 다음과 같은 가상의 시나리오로 자주 설명했습니다. 예를 들어 제네바 호수 옆 고급 호텔 레스토랑에서 영어에 능통한 러시아인과 대화를 나누게 되었는데, 그가 3,000달러짜리 정장과 구찌 로퍼를 신고 자신이 러시아 무역 회사의 임원이며 합작 투자를 논의하고 싶다고 말한다면, 네 가지 가능성이 있습니다. 그는 자신이 말하는 그대로일 수도 있습니다. 그는 상업 위장 하에 일하는 러시아 정보 장교일 수도 있습니다. 그는 러시아 조직범죄 집단의 일원일 수도 있습니다. 그러나 정말 흥미로운 가능성은 그가 이 세 가지 모두일 수 있으며, 이 세 기관 중 어느 것도 이러한 배열에 문제가 없다는 것입니다."
투명성 인터내셔널에 따르면 러시아의 뇌물 규모는 3천억 달러에 달한다. 러시아에서는 국제 기업과 관련된 두 건의 고위급 뇌물 스캔들이 있었다. 모스크바에서 열린 공식 행사에서 외국 기업들이 러시아에서 뇌물을 주지 않겠다고 약속하는 협정이 체결되었다.

## 역사적 추세
소련의 범죄율을 다른 국가들과 비교하는 것은 어렵다고 여겨지는데, 이는 소련이 종합적인 범죄 통계를 발표하지 않았기 때문이다. 서구 전문가들에 따르면, 소련은 더 큰 경찰력을 가지고 있었고, 엄격한 총기 규제를 했으며, 마약 남용 발생률이 낮았기 때문에 소련에서는 강도, 살인 및 기타 강력 범죄가 미국보다 덜 만연했다. 그러나 소련 체제에서는 화이트 칼라 범죄가 만연했다. 뇌물 형태의 부패는 공공 시장에 재화와 서비스가 부족했기 때문에 주로 흔했다.
국영 기업 직원에 의한 국가 재산 절도(횡령)도 흔했다. 미하일 고르바초프가 소련 공산당 서기장이었을 때, 화이트 칼라 범죄를 막기 위한 노력이 이루어졌다. 소련 공산당 고위직 직원과 관련된 부패 스캔들의 폭로가 뉴스 미디어에 정기적으로 보도되었고, 이러한 발견으로 많은 체포와 기소가 이루어졌다. 1994년 이즈베스티야에 실린 기사는 소련과 포스트 소련 러시아의 범죄 상황의 차이를 설명했다.
범죄는 국가의 법 집행 시스템과 경쟁할 만큼 충분한 힘을 얻지 못했다. 범죄 세계는 경찰과 유착 관계를 맺었지만, 그것은 모두 깊이 숨겨져 있었다. 돈은 영향력이 있었지만, 전능하지는 않았다. 범죄 수익을 세탁하는 것은 어려웠고, 수익을 쓰는 것도 마찬가지였다. 백만장자들은 있었지만, 그들은 지하에 있었다. 갱단들은 있었지만, 무기를 얻으려면 수많은 위험을 감수해야 했다. 우리는 모든 것을 가지고 있었다. 하지만 그것은 모두 표면 아래에 있었다.

러시아의 범죄율은 1980년대 후반에 급격히 증가했다. 동유럽의 마르크스-레닌주의 정부 붕괴는 조직 범죄의 정치 경제에 엄청난 영향을 미쳤다.

### 소련 해체 이후
소련의 붕괴는 인구에게 사회 보장과 최소한의 생활 수준을 제공하던 많은 시스템과 인프라를 파괴했고, 전국적으로 법질서가 무너지면서 범죄가 폭발적으로 발생했다. 자유 시장 경제로의 전환 과정에서 생산이 감소하고 막대한 자본도피가 발생했으며 외국인 투자도 저조했다.
이러한 요인들로 인해 경제 불안이 증가하고, 새로이 빈곤해진 인구가 나타났으며, 이는 실업과 미지급 임금으로 이어졌다. 극빈과 미지급 임금은 절도와 위조의 증가를 초래했다. 소련 해체 이후, 러시아 및 기타 구소련 공화국의 조직 범죄 집단은 마약 밀매, 무기 밀매, 자동차 절도, 인신매매, 돈세탁과 같은 다양한 불법 활동에 연루되어 왔다.
1991년부터 1992년까지 공식적으로 보고된 범죄 건수와 전체 범죄율은 27% 증가했다. 1990년대 초반까지 절도, 강도, 기타 재산 범죄가 이 나라 전체 범죄의 거의 3분의 2를 차지했다. 살인을 포함한 강력 범죄가 급증했다. 구 소련 육군의 비축물에서 도난당한 총기가 많아 총기 암시장이 급증했다.
1990년대 러시아와 다른 포스트 소비에트 국가에서는 수십 년 동안 국가가 소유했던 막대한 천연자원과 사업체가 민영화되었다. 전직 소비에트 관료, 공장장, 공격적인 사업가, 범죄 조직은 내부 거래, 뇌물 수수, 그리고 단순한 무력 사용을 통해 수익성 있는 자산을 장악했다. 러시아의 새로운 자본가들은 보호를 위해 수백만 달러를 지출했다. 그러나 노점상부터 거대한 석유 및 가스 회사에 이르기까지 러시아의 거의 모든 사업체는 보호(«크리샤»라 불림)를 위해 조직 범죄에 돈을 지불했다. 사업가들은 러시아에서 법과 법원 시스템이 제대로 작동하지 않기 때문에 «크리샤»가 필요하다고 말했다. 계약을 강제할 유일한 방법은 범죄 «크리샤»에게 의지하는 것이었다. 그들은 또한 경쟁자를 위협하고, 계약을 강제하고, 빚을 회수하거나, 새로운 시장을 장악하는 데 이를 사용했다. 러시아 사업체들이 "붉은 크리샤"(유료 보호 조직으로 활동하는 부패한 경찰)에게 의지하는 것도 점점 더 흔해지고 있었다. 청부살인이 흔했다.
러시아 마피아의 국제화는 코사 노스트라, 카모라, 삼합회, 야쿠자와 함께 러시아 관련 초국가적 범죄의 발전에 중요한 역할을 했다.
2000년대 초부터 경제 상황이 개선되면서 러시아의 범죄는 급격히 감소했다.

## 범죄 동향

### 1990년대
러시아 경제는 1990년대에 GDP가 40% 감소했으며,[3] 이로 인해 범죄가 폭발적으로 증가했다. 1990년 등록된 범죄 건수는 184만 건이었다. 이 수치는 1993년에 280만 건으로 증가한 후 약간 감소했다. 1996년에는 총 263만 건의 공식 등록 범죄가 발생했으며, 이는 1990년보다 40% 이상 높은 수치였다. 1999년에는 총 보고된 범죄가 300만 건이었고, 2000년과 2001년에도 계속 증가하다가 2002년에 감소했다.
화이트 칼라 범죄 중에서는 1995년에 사기 67.2%, 갈취 37.5%가 증가했다. 1995년에 보고된 일반 범죄 중에서는 살인 및 살인 미수가 1.5%, 강간 6.5%, 강도 6.6% 증가했다. 1995년에는 십대들의 강력 범죄가 2.2% 증가했다.
1994년 첫 4개월 동안 러시아에서는 하루 평균 84건의 살인이 발생했다. 이러한 범죄의 대부분은 범죄 조직에 의한 청부살인이었다. 1995년 전국 범죄 총계는 130만 건을 초과했으며, 여기에는 30,600건의 살인 사건이 포함되었다.

### 최근 연도
최근 2001년부터 러시아의 살인 및 자살 건수는 80% 감소했다.

### 지역별
2017년은 모스크바에 매우 좋은 해였으며, 10년 만에 가장 낮은 범죄 건수(14만 건)를 기록했다.[1] 절도, 강도, 무장 강도 사건은 전년 대비 38% 감소했으며, 살인율은 10% 감소했다. 1995년 모스크바의 범죄 통계에는 총 93,560건의 범죄가 포함되었으며, 이 중 18,500건은 화이트 칼라 범죄로 1994년 대비 8.3% 증가했다.
자동차 절도의 대부분은 1990년대 상반기 내내 증가한 모스크바와 상트페테르부르크에서 보고되었다. 모스크바에서는 하루에 약 50대의 차량이 도난당했으며, 러시아 전체의 연간 총계는 10만 대에서 15만 대 사이로 추정되었다.

### 알코올과 범죄
1980년대 초반, 추정치에 따르면 "살인 및 강력 범죄의 3분의 2가 술에 취한 사람에 의해 저질러졌고, 음주 운전은 14,000명의 교통 사망자와 60,000명의 심각한 교통 부상자를 발생시켰다." 1995년에는 살인으로 체포된 사람의 약 4분의 3이 술에 취한 상태였다.
1997년 <Journal of Family Violence>에 발표된 보고서에 따르면, 배우자 살해 남성 가해자의 60~75%가 사건 전에 술을 마신 것으로 나타났다. 2004년 러시아 중앙흑토지역에서 가정 폭력에 대한 연구에서 가족 구성원에게 폭력 범죄를 저지른 가해자의 77%가 상습적인 음주자였으며, 12%는 한 달에 3~4회 정기적인 폭음을 했고, 30%는 일주일에 3회 이상, 35%는 매일 또는 거의 매일 음주했다.

### 국제 비교
러시아의 살인율은 지난 20년간 급격히 감소했다. 러시아의 살인율은 1988년과 1994년 사이에 3배 이상 증가했으며 세계에서 가장 높은 수준 중 하나였다. 그러나 2020년까지 러시아의 살인율은 미국보다 현저히 낮았다(4.7명 대 7.8명).
| 국가   | 러시아 | 러시아 | 일본  | 독일 | 영국  | 프랑스 | 캐나다 | 폴란드 | 미국 | 콜롬비아 |        |
| 연도   | 2001   | 2020   | 2000  | 2000 | 2000  | 2000   | 2004   | 2000   | 2020 | 2000     | 2000   |
| ------ | ------ | ------ | ----- | ---- | ----- | ------ | ------ | ------ | ---- | -------- | ------ |
| 살인율 | 30.5   | 4.7    | 0.500 | 1.4  | 1.406 | 1.733  | 1.9    | 5.628  | 7.8  | 49.600   | 61.785 |

### 외국인 대상 범죄 및 사기
러시아에서 관광객이 조심해야 할 주요 범죄는 소매치기인데, 이는 모스크바(예: 성 바실리 대성당, 붉은 광장, 모스크바 지하철)와 상트페테르부르크(예: 에르미타주 박물관, 피의 구원 사원, 페테르호프 대궁전)의 여러 장소에서 발견될 수 있다. 관광객에게 영향을 미칠 수 있는 또 다른 범죄는 수년간 계속되어 온 가짜 술이다.
사기 중에서는 택시 사기, 가짜 호박, 가짜 발레 티켓, 그리고 "음료 한 잔 하시겠어요?" 바 사기를 조심해야 한다.

## 이주민 범죄
블라디미르 콜로콜체프 러시아 내무부 장관은 이주민의 모든 범죄 행위 중 80%가 마약과 관련되어 있다고 말했다. 그에 따르면, 이주민 환경에서 범죄 활동에 대한 연루가 증가하고 있다. 장관은 이주 노동력을 사용하는 모든 러시아 부처가 그들의 활동에 대한 통제를 강화해야 한다고 강조했다.

## 같이 보기
- 러시아의 조직범죄 방지 기관
- 고프니키
- 카잔 현상
- 러시아의 가정폭력
- 러시아의 역사 (1991년-현재)#"쇼크 요법"
- 러시아의 불법 이민
- 노브고로드 사건
- 러시아 마피아
- 쇼크 독트린
- 러시아의 테러리즘
- 도둑의 권위

## 더 읽어보기
- Sergeyev, Victor M. (1998), 《The Wild East: Crime and Lawlessness in Post-Communist Russia》, M.E. Sharpe, ISBN 978-0-7656-0231-2.
- Ledeneva, Alena V.; Kurkchiyan, Marina (2000), 《Economic Crime in Russia》, Kluwer Law International, ISBN 978-90-411-9782-5.
- Galeotti, Mark (1996), 《Mafiya: Organized Crime in Russia》, Jane's Information Group.
- J. Ljuba, Paul (1996), 《Organized Crime in Russia and United States National Security》, Storming Media, ISBN 978-1-4235-7863-5.
- Paoli, Letizia (2001), 《Illegal Drug Trade in Russia: A Research Project Commissioned by the United Nations Office for Drug Control and Crime Prevention》, Edition Iuscrim, ISBN 978-3-86113-038-3.